# Planckova impedanca
Planckova impedanca (oznaka {\displaystyle Z_{P}\,}) je izpeljana enota v Planckovem sistemu enot.

## Definicija
Planckova impedanca se izračuna na naslednji način:
{\displaystyle Z_{P}={\frac {U_{P}}{I_{P}}}={\frac {1}{4\pi \epsilon _{0}c}}={\frac {Z_{0}}{4\pi }}}
kjer je
- {\displaystyle U_{P}} Planckova napetost
- {\displaystyle I_{P}} Planckov tok
- {\displaystyle c} hitrost svetlobe v vakuumu
- {\displaystyle \epsilon _{0}} influenčna konstanta
- {\displaystyle Z_{0}} impedanca praznega prostora

## Lastnosti
Planckova impedanca ima vrednost 
{\displaystyle \approx 29,9792458\,} Ω